# Pat Hogan, Deceased
Pat Hogan, Deceased è un cortometraggio muto del 1915 diretto da George D. Baker.

## Produzione
Il film fu prodotto dalla Vitagraph Company of America.

## Distribuzione
Distribuito dalla General Film Company, il film - un cortometraggio in due bobine - uscì nelle sale cinematografiche statunitensi il 7 agosto 1915.